# 林集镇
林集镇，是中华人民共和国江苏省淮安市淮安区下辖的一个乡镇级行政单位。

## 行政区划
林集镇下辖以下地区：
林集社区、谢庄社区、平河村、袁庄村、后管圩村、联盟村、双沟村、跃进村、滕马村、小李庄村和利民村。